# タケモトコウジ
タケモトコウジ（1978年10月31日 - ）は兵庫県出身の俳優、DJ。劇団Bee-ple所属（劇団ではタケモト☆コウジ名義）。

## 略歴
血液型・O型。身長・180cm、体重・65kg。
大学時代からコミュニティ放送局のDJをはじめ、イベントMCやナレーションを務める傍ら、劇団Bee-pleに所属し、2002年初舞台を踏む。
2007年にFM802DJオーディションに合格し、2009年まで「FUNKY JAMS 802」のDJを担当した。
2010年からは広島FM、2017年からはABCラジオ、FM山陰、2019年からはラジオ関西、2020年からはFM大阪などでDJ、パーソナリティを担当。
インタビューに特化した番組が多く、インタビュー対象はプロ・アマ問わず年間100組以上にのぼる。
また趣味のミニ四駆を番組にしたYouTubeチャンネル「HYPERDASH基地」ではMC/ナレーションを担当している。
これまでのインタビュー経験を活かしコエ・テクと言う話し方講座を展開。特に告知などはしておらず、SNSやホームページから希望者が自らアクセスする。

## 現在の出演番組
- ハートコレクトNMB♡ supported by Joshin（FM大阪）
- ヘッドホンおじさんCX（HFM）
- ジケイのたまごたち（YES-fm）
- 週末GO GOナビ！（Be Happy!789）
- Be Travel! Thursday（Be Happy!789）
- 『Clip』月曜日、『Monthly A Music』ラジオ関西の担当（ラジオ関西、2024年4月 - ）- 春名優輝（ラジオ関西アナウンサー）退職に伴い両番組を引き継いだ。
- タケモトコウジの待ち合わせはラジ関で（ラジオ関西）

## 過去の主な出演番組
- FM802
  - FUNKY JAMS 802 Thursday（2007年10月 - 2009年10月）
- ABCラジオ
  - 9〜ジックナイト！
  - ABCフレッシュアップベースボール
- 広島FM
  - Vibe ON!MUSIC
  - DAYS!
- FM山陰
  - ガッツdaレディオ!
- Be Happy!789
  - Be Free! Monday
  - Be Fresh!（Monday→Wednesday→Monday & Thursday）
  - Be Fresh! Thursday
- ハミングFM宝塚
  - MY TAKARAZUKA 835
  - JUST MUSIC fin.
  - しゃべラジ
  - TEATIME BREEZE:ROCK
  - SOUND CUBE:ROCK
  - JUST MUSIC Labo.
- 東大阪ケーブルテレビ
  - 日刊! 東大阪HOT情報

## 舞台
- 劇団Bee-ple・Short Short Live#2 TAKE A BATH（2002年12月21日 - 23日、森ノ宮パブリックスペース）
- 劇団Bee-ple 第19回公演・LOVE KILLS ME / ブルーデイジーブルー（2003年12月27日・28日、森ノ宮パブリックスペース）
- 劇団Bee-ple 第20回公演・FAN OUT GOODNIGHT（2005年5月7日・8日、森ノ宮パブリックスペース）
- 劇団Bee-ple 第22回公演・メモリ（2008年12月20日・21日、シアターカフェNyan）
- アクサル 第9回公演 11人いる! (2008年12月28日、ABCホール〔昼の部ゲスト出演〕)
- 劇団Bee-ple・宝塚演劇祭参加公演「ゴキブリ」（2009年11月21日・22日、宝塚ソリオホール）
- 舞台創造集団りゃんめんにゅーろんプロデュース公演 Vol.27・かすかに、UFO（2010年8月21日・22日、ヌーボースタシオン）